# Боб'яки Василь та Юра
Василь та Юра Боб'як — українські різьбярі кінця XIX — початку XX століття із села Космача Івано-Франківської області.
Виготовляли меблі та дерев'яний посуд, прикрашаючи їх плоско-різьбленим орнаментом і випалюванням. 
Роботи Боб'яків експонувалися на виставках художнього промислу початку XX століття. У Львівському музеї українського мистецтва зберігаються два столи роботи Боб'яків, що за формою та декоруванням є типовими зразками гуцульських народних меблів.